# روبرت فين (كاهن كاثوليكي)
روبرت فين (بالإنجليزية: Robert Finn)‏ هو كاهن كاثوليكي أمريكي، ولد في 2 أبريل 1953 في سانت لويس في الولايات المتحدة.